# VIII народно събрание
Осмото народно събрание е осмият поред парламент на Народна република България. Ако се спази номерацията на предходните парламенти, то е XXXIV поред Обикновено народно събрание. Открито е на 16 юни 1981 г. и закрито на 21 март 1986 г.

## Избори
На изборите за парламент за ОФ гласуват 6 519 674 избирателя или общо 99,93 % от всички избиратели. Избрани са общо 400 народни представители, от които 313 мъже и 87 жени. От всички депутати 271 души са от БКП, 99 от БЗНС, 22 от ДКМС и 8 са безпартийни.
| Парламентарни групи                      | Народни представители | Процент |
| ---------------------------------------- | --------------------- | ------- |
| Българска комунистическа партия          | 271                   | 67,75%  |
| Български земеделски народен съюз        | 99                    | 24,75%  |
| Димитровски комунистически младежки съюз | 22                    | 5,5%    |
| Безпартийни                              | 8                     | 2%      |
| ОБЩО:                                    | 400                   | 100%    |

## Място
Заседанието се провежда в сградата на Народното събрание.

## Сесии
- I редовна 16 – 17 април 1981
- II редовна 17 юли 1981
- III редовна 20 октомври 1981
- IV редовна 10 – 11 декември 1981
- V редовна 30 – 31 март 1982
- VI редовна 18 юни 1982
- VII редовна 9 – 10 ноември 1982
- VIII редовна 15 – 16 декември 1982
- IX редовна 29 – 30 март 1983
- X редовна 29 – 30 септември 1983
- XI редовна 20 – 21 декември 1983
- XII редовна 3 януари 1984
- XIII редовна 29 – 30 май 1984
- XIV редовна 8 септември 1984
- XV редовна 26 – 27 ноември 1984
- XVI редовна 16 – 17 май 1985
- XVII редовна 3 – 4 октомври 1985
- XVIII редовна 12 – 13 декември 1985
- XIX редовна 27 януари 1986
- XX редовна 20 – 21 март 1986

## Председател на бюрото на Народното събрание
- Станко Тодоров

### Подпредседатели на бюрото на Народното събрание
- Нинко Стефанов
- Атанас Димитров
- Дража Вълчева

## Ръководства на Парламентарните групи на БКП и БЗНС

### Парламентарна група на БКП
Председател:
- Нинко Стефанов

Заместник-председател:
- Владимир Бонев

### Парламентарна група на БЗНС
Председател:
- Николай Иванов

Заместник-председател:
- Алекси Иванов